# Dusky
Dusky est un groupe britannique de hip-hop et electro, originaire de Londres, en Angleterre.

## Histoire
Le groupe est composé d'Alfie Granger-Howell et Nick Harriman,. Formé en 2011, ils sortent de la musique sur différents labels, avant de créer leur propre label 17 Steps en juillet 2014 avec la sortie de l'EP Love Taking Over. Avant la formation de Dusky, le duo faisait de la musique sous le nom de Solarity. Le duo est élu meilleur producteur britannique par DJ Mag en 2013.
Leur premier album Stick by This est désigné par Pete Tong comme « l'un des albums de l'année » en 2011 et est joué sur BBC Radio 1 par Rob Da Bank, Toddla T, Zane Lowe et Pete Tong lui-même. Le titre Careless de Dusky atteint la première place du Beatport Top 100 Chart, où il reste pendant plus de deux semaines. Le titre fait partie de l'EP quatre titres Careless, qui sort sur le label Aus Music de Will Saul.
Leurs prestations dans les clubs britanniques XOYO sont parmi les concerts les plus marquants.

## Discographie

### Albums studio
| Titre         | Label      | Année |
| ------------- | ---------- | ----- |
| Stick by This | Anjunadeep | 2011  |
| Outer         | Polydor    | 2016  |
| Joy           | 17 Steps   | 2021  |
| Pressure      | 17 Steps   | 2022  |

### EP
| Titre                       | Label            | Année |
| --------------------------- | ---------------- | ----- |
| Sticky by This Remixed EP1  | Anjunadeep       | 2012  |
| Henry 85 EP                 | Simple Records   | 2012  |
| Flo Jam EP                  | Dogmatik Records | 2012  |
| Sticky by This Remixed EP2  | Anjunadeep       | 2012  |
| Nobody Else EP              | Aus Music        | 2013  |
| Careless EP                 | Aus Music        | 2013  |
| Vanishing Point EP          | Naked Naked      | 2013  |
| Love Taking Over EP         | 17 Steps         | 2014  |
| Ordinary World EP (31 July) | 17 Steps         | 2015  |
| Cold Heart EP               | 17 Steps         | 2017  |
| Aset Forever EP             | 17 Steps         | 2018  |

### Singles
| Titre                                           | Label          | Année |
| ----------------------------------------------- | -------------- | ----- |
| Lost in You (featuring Janai)                   | Anjunadeep     | 2011  |
| It's Not Enough (featuring Janai)               | Anjunadeep     | 2011  |
| Lost Highway / Three Colours / Someone Like You | Anjunadeep     | 2012  |
| Calling Me / Muriel                             | School Records | 2012  |
| Mr Man                                          | Anjunadeep     | 2013  |
| Careless                                        | Careless - EP  | 2013  |
| 9T8                                             | School Records | 2014  |
| Yoohoo / Akebono                                | 17 Steps       | 2014  |
| Ingrid is a Hybrid                              | Polydor        | 2016  |
| Sort it Out Sharon (featuring Wiley)            | Polydor        | 2016  |
| Long Wait (featuring Solomon Grey)              | Polydor        | 2016  |